# Wojciechowice (gmina)
Wojciechowice – gmina wiejska w województwie świętokrzyskim, w powiecie opatowskim. W latach 1975–1998 gmina położona była w województwie tarnobrzeskim.
Siedziba gminy to Wojciechowice.
Według danych z 30 czerwca 2004 gminę zamieszkiwały 4544 osoby.

## Struktura powierzchni
Według danych z roku 2002 gmina Wojciechowice ma obszar 86,37 km², w tym:
- użytki rolne: 93%
- użytki leśne: 2%

Gmina stanowi 9,48% powierzchni powiatu.

## Historia
Gminę zbiorową Wojciechowice  utworzono 13 stycznia 1867 w związku z reformą administracyjną Królestwa Polskiego. Gmina weszła w skład nowego powiatu opatowskiego w guberni radomskiej i liczyła 2863 mieszkańców.
W okresie międzywojennym gmina należała do powiatu opatowskiego w woj. kieleckim. Po wojnie gmina zachowała przynależność administracyjną.
Jednostka została zniesiona 29 września 1954 roku wraz z reformą wprowadzającą gromady w miejsce gmin. 
Gminę przywrócono ponownie w związku z reaktywowaniem gmin 1 stycznia 1973.

## Demografia

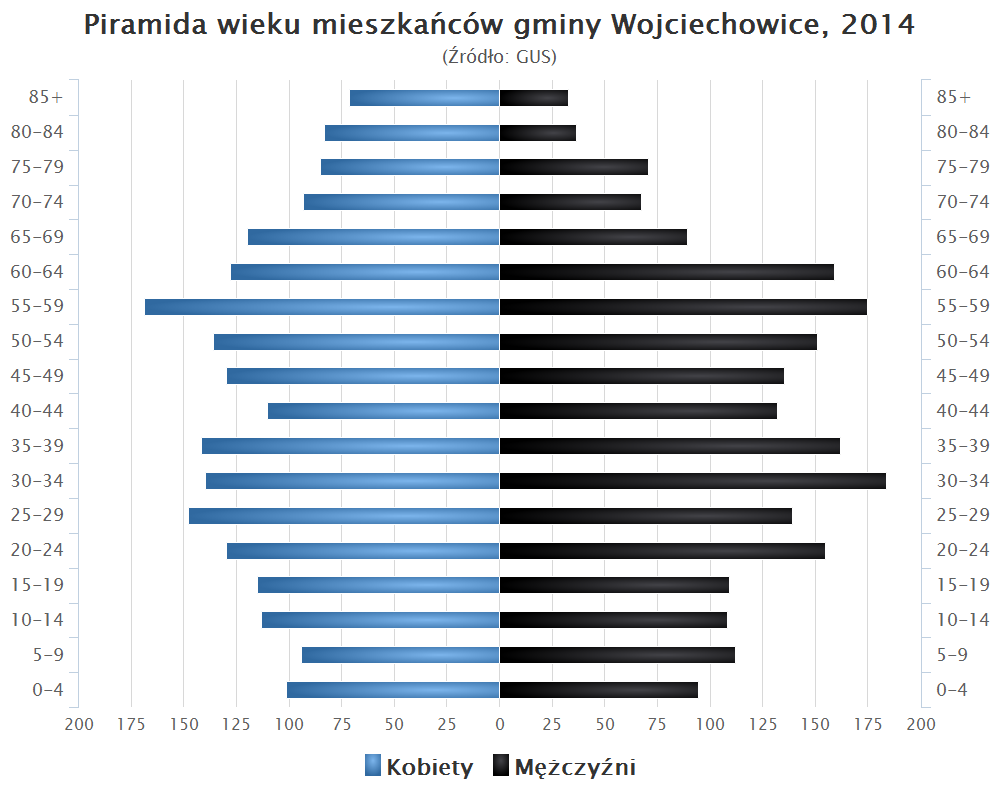
Piramida wieku mieszkańców gminy Wojciechowice w 2014 roku

Dane z 30 czerwca 2004:
| Opis                              | Ogółem | Ogółem | Kobiety | Kobiety | Mężczyźni | Mężczyźni |
| --------------------------------- | ------ | ------ | ------- | ------- | --------- | --------- |
| jednostka                         | osób   | %      | osób    | %       | osób      | %         |
| populacja                         | 4544   | 100    | 2279    | 50,2    | 2265      | 49,8      |
| gęstość zaludnienia (mieszk./km²) | 52,6   | 52,6   | 26,4    | 26,4    | 26,2      | 26,2      |

## Sołectwa
Bidziny, Drygulec, Gierczyce, Jasice, Kaliszany, Koszyce, Kunice, Lisów, Łopata, Ługi, Łukawka, Mierzanowice, Mikułowice, Orłowiny, Sadłowice, Smugi, Stodoły-Kolonie, Stodoły-Wieś, Wlonice, Wojciechowice

## Sąsiednie gminy
Ćmielów, Lipnik, Opatów, Ożarów, Wilczyce